# Ат-Таавун
«Ат-Таавун» (араб. التعاون) — саудівський футбольний клуб з міста Бурайда, який виступає в Саудівській Прем'єр-лізі.

## Історія
Створено в 1956 році під назвою «Аль-Шабаб». Через чотири роки після заснування клубу вони були офіційно зареєстровані як професіональний клуб в 1960 році і отримали сучасну назву. Домашнім стадіоном клубу є «Король Абдала Спорт Сіті» місткістю 30 000 чоловік. Першим успіхом клубу стало потрапляння в фінал Королівського кубка Саудівської Аравії в 1990 році.
У сезоні 1995/96 команда вперше взяла участь в Прем'єр-Лізі Саудівської Аравії, але опинилась тоді на передостанній сходинці і знову спустилася в Першу Лігу. У сезоні 1997/98 клуб повернувся в Прем'єр-лігу, однак, опинившись в кінці турнірної таблиці, знову вибув з неї.
З 2010 року клуб знову став брати участь в іграх Прем'єр-ліги Саудівської Аравії і перший раз у своїй історії утримався в ній другий рік поспіль. 29 травня 2016 року «Ат-Таавун» вперше пройшов кваліфікацію до Ліги чемпіонів АФК, зайнявши четверте місце в чемпіонаті у сезоні 2015/16.
2 травня 2019 року «Ат-Таавун» виграв свій перший в історії Королівський кубок Саудівської Аравії, а також свій перший в історії трофей, перемігши у фіналі «Аль-Іттіхад». «Ат-Таавун» також став першим клубом з регіону Ель-Касим, який виграв Королівський кубок.

## Досягнення

### Національні
- Королівський кубок Саудівської Аравії:
  -  Володар (1): 2018/19
  -  Фіналіст (2): 1990, 2020/21

## Відомі гравці
- Леандре Тавамба
- Кассіо
- Абдулазіз аль-Мукбалі
- Бамба Дрісса
- Баха Абдель-Рахман
- Маріо Жардел

## Відомі тренери
| - Еойн Генд (1 липня 1987 – 30 червня 1988) - Анталь Сентміхаї (1991–92) - Марко Кунья (2004) - Тохід Себраві (2008–09) - Георге Мулцеску (3 липня 2010 — 20 грудня 2010) - Флорін Мотрок (22 грудня 2010 — 29 грудня 2011) - Грігоре Сікітію (30 грудня 2011 — 1 квітня 2012) - Милош Хрстич (2012) - Сречко Юричич (1 січня 2012 — 1 лютого 2012) | - Халід Камаль (в.о.) (1 квітня 2012 — 24 червня 2012) - Гьоко Хаджиєвський (1 липня 2012 — 20 лютого 2013) - Тауфік Руабах (лютий 2013 — вересень 2014) - Жозе Мануел Гомеш (вересень 2014 — 29 травня 2016) - Даріє Калезич (2 червня 2016 — 16 жовтня 2016) - Константін Гилке (18 жовтня 2016 — 20 березня 2017) - Жозе Мануел Гомеш (21 березня 2017 — 2 травня 2018) - Педру Емануел (7 травня 2018 — травень 2019) - Паулу Сержіу (21 травня 2019 —) |